# Кинтеро, Эктор
Эктор Кинтеро (исп. Héctor Quintero; 1 октября 1942, Гавана — 6 апреля 2011, там же) — кубинский драматург, актёр, театральный режиссёр
 и сценарист, композитор, театральный критик.
С детства занимался художественным творчеством и уже ребёнком выступал в постановках на театральной сцене и на радио. Изучал бухгалтерский учёт в коммерческом училище, совмещая обучение с занятиями в муниципальной школе драматического искусства. Позже окончил Гаванский университет с дипломом в области испанского языка и литературы. Играл в труппах нескольких театров, с 1962 по 1969 год был сценаристом программ радио и телевидения, а также писал адаптированные сценарии к театральным постановкам по классическим произведениям мировой литературы. Свою первую пьесу написал в 1964 году, в 1968 году впервые выступил как режиссёр. Музыку для всех своих пьес писал самостоятельно. Скончался от сердечного приступа в своём доме в Гаване.
За свою жизнь занимал множество административных должностей в кубинских учреждениях культуры, был членом Национального союза писателей и художников Кубы (в том числе на протяжении трёх лет работал вице-президентом ассоциации артистов при нём). Был удостоен множества национальных и ведомственных наград и премий, в том числе в 1996 году лауреатом премии Омара Вальдеса за выдающийся вклад в развитие кубинской культуры и в 2004 году — лауреатом Национальной театральной премии.
К числу наиболее известных пьес его авторства относятся «С милым рай и в шалаше» (также известна как «Лук и фасоль»; «Contigo pan y cebolla», 1962), «Тощий приз» («El premio flaco», 1966; была переведена на многие языки мира и неоднократно ставилась за рубежом, в том числе в СССР и Болгарии), «Семь смертных грехов» («Los 7 pecados capitales», 1968; был не только автором, но и режиссёром-постановщиком в Национальном театре Гаваны). Одной из наиболее известных его постановок является «Декамерон» (1969) по одноимённому произведению Джованни Боккаччо. Среди его спектаклей были и поставленные по произведениям русских писателей: Пушкина, Гоголя, Чехова.